# Eren Keskin
Eren Keskin, född 24 april 1959, är en turkisk människorättsaktivist och advokat.

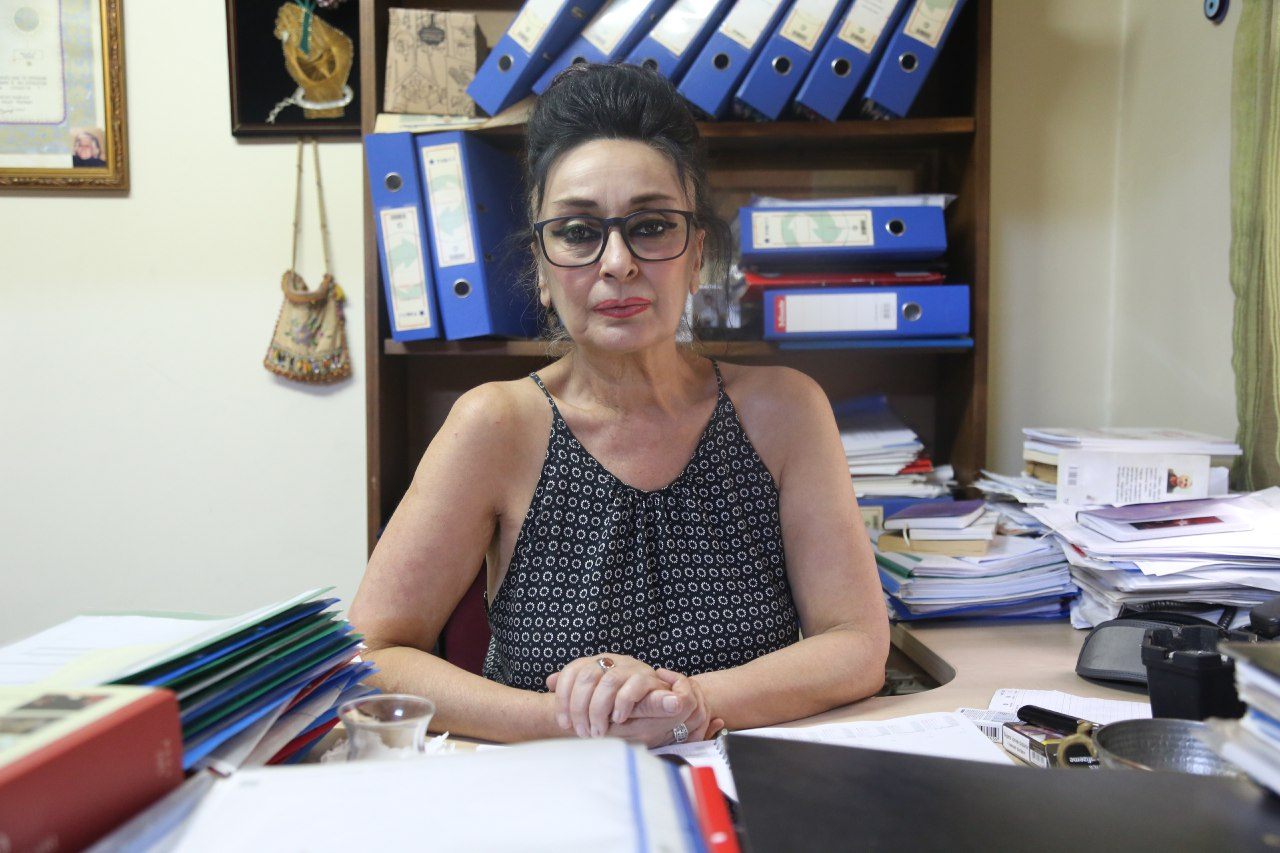
Eren Keskin

## Förföljelse
Keskin berättade om övergreppen 2002 under en konferens i Köln i Tyskland. Efter detta har hon mottagit många hot och hon har utsatts för en förtalskampanj i media. Krönikören Fatih Altayli har sagt:
| ”               | Jag vore feg om jag inte förgrep mig sexuellt på Eren Keskin vid första bästa tillfälle | „ |
| – Fatih Altayli |                                                                                         |   |

och
| ”               | Jag tycker att Eren Keskin förtjänar lite misshandel när hon kommer tillbaka | „ |
| – Fatih Altayli |                                                                              |   |

Hon har utsatts för dödshot, mordförsök, misshandel av polisen, blivit frihetsberövad och åtalad vid flera tillfällen. I november 2002 förbjöds hon att utöva sitt yrke som advokat.